# لات (مقاطعة فومن)
لات (بالفارسية: لات) هي قرية تقع في غيلان في إيران. يقدر عدد سكانها بـ 72 نسمة بحسب إحصاء 2016.